# Instituto Brasileiro de Geografia e Estatística
Brazilski institut za zemljopis i statistiku (portugalski: Instituto Brasileiro de Geografia e Estatística, skraćeno IBGE) brazilska je državna agencija odgovorna za statističke, geografske, kartografske, geodetske i informacije o okolišu. Institut je osnovan tijekom preustroja državne uprave 1934. – 1936. godine. Sjedište se nalazi u Rio de Janeiru.

## Vanjske poveznice
- Službena stranica (port.)(šp.)(engl.)